# Nossa Filha Gabriela
Nossa filha Gabriela foi uma telenovela brasileira produzida e exibida pela extinta Rede Tupi às 18h30, de 1 de setembro de 1971 a 4 de março de 1972, substituindo O Meu Pé de Laranja Lima e sendo substituída por Signo da Esperança. 
Foi escrita por Ivani Ribeiro e dirigida por Carlos Zara.
Dos 168 capítulos originalmente exibidos, tem-se que 152 foram preservados, estando sob a guarda da Cinemateca Brasileira. É uma das poucas novelas da TV Tupi quase que integralmente preservadas.

## Sinopse
O teatro mambembe de Giuliano chega a uma pacata cidade e muda o comportamento de todos os habitantes, a estrela do teatro Gabriela, por quem ele está apaixonado, de volta à terra natal de sua mãe, conhece três simpáticos velhinhos: Candinho, Romeu e Napoleão, que disputam entre si a atenção da bela moça.
O que Gabriela não sabe é que no passado os velhinhos haviam se casado com trigêmeas e uma delas era a sua mãe, e um destes três velhinos é seu pai. Quem será seu verdadeiro pai? Cada velhinho passa então a lutar pela paternidade de Gabriela, e esté mistério permanecerá até o final da trama.

## Elenco
| Ator/Atriz                 | Personagem    |
| -------------------------- | ------------- |
| Eva Wilma                  | Gabriela      |
| Gianfrancesco Guarnieri    | Giuliano      |
| Ivan Mesquita              | Candinho      |
| Abrahão Farc               | Romeu         |
| Cláudio Corrêa e Castro    | Napoleão      |
| Lélia Abramo               | Donana        |
| Dennis Carvalho            | Rodrigo       |
| Wilson Fragoso             | Marcos        |
| Serafim Gonzalez           | Fratelo       |
| Jacyra Sampaio             | Conceição     |
| Karin Rodrigues            | Irene         |
| Ana Rosa                   | Baby          |
| Léa Camargo                | Mocinha       |
| Eudósia Acuña              | Tetéia        |
| Haroldo Botta              | Júnior        |
| Annamaria Dias             | Sofia         |
| Sílvio Rocha               | Américo       |
| Fausto Rocha               | Sérgio        |
| Bete Mendes                | Rosana        |
| Analu Graci                | Luísa         |
| Douglas Mazzola            | Pé-de-Meia    |
| Geny Prado                 | Rosária       |
| Carlos Zara                | Tito          |
| Dirce Militello            | Jurema        |
| Luís Carlos de Moraes      | Dr. Wálter    |
| Régis Monteiro             | Viriato       |
| Alexandre Araújo           | Boca Mole     |
| Cosme dos Santos           | Jiló          |
| Renato Master              | Delegado Joel |
| Oswaldo Campozana          |               |
| Lutero Luiz                |               |
| Terezinha Cubana           |               |
| Genésio de Almeida Jr.     | Lalau         |
| Marcos Bietoso             | Tavinho       |
| Isabel Cristina Botta      | Nini          |
| Pedro Paulo Miron Cordeiro | Edinho        |

## Trilha sonora
- Vinícius de Moraes & Toquinho compuseram e interpretaram especialmente a trilha sonora da novela.

1. "Sei lá" - Coro
2. "Amor em Solidão" - Toquinho
3. "Ele e Ela" - Toquinho & Laís
4. "Modinha Número 1" - José Briamonte
5. "O Céu é o Meu Chão" - Vinícius de Moraes
6. "A Casa" - Vinícius de Moraes & Toquinho
7. "A Casa" - Vinícius de Moraes
8. "Valsa para uma Menininha" - Vinícius de Moraes
9. "Rosa Desfolhada" - José Briamonte
10. "O Pato Pateta" - Vinícius de Moraes
11. "Modinha Número 1" - Toquinho
12. "O Céu é o Meu Chão" - José Briamonte

## Curiosidades
- Com praticamente o mesmo elenco da novela anterior de Ivani Ribeiro, O Meu Pé de Laranja Lima, a autora apresentou mais uma simples e divertida história.

- A Rede Globo produziria uma adaptação da história em 1986 com o título de Hipertensão, que também foi escrita por Ivani Ribeiro. Essa versão contou com novas tramas incorporadas à trama da versão original.

- Cláudio Corrêa e Castro voltou a viver o mesmo personagem, Napoleão, na versão da Rede Globo.

- O primeiro título pensado para a novela foi A Fazenda.